# Judith Love Cohen
Judith Love Cohen (Nova Iorque, 16 de agosto de 1933 – Culver City, 25 de julho de 2016)  foi uma engenheira aeroespacial americana e autora . Cohen trabalhou como engenheira eletricista no míssil Minuteman, na estação terrestre científica do Telescópio Espacial Hubble, o Satélite de Rastreio e Relé de Dados e o Programa Espacial Apollo . Após sua aposentadoria como engenheira, ela fundou uma editora de multimídia infantil, eventualmente publicando mais de 20 títulos antes de sua morte, em 2016.

## Infância e educação
Cohen nasceu no Brooklyn, Nova York, filha de Sarah Cohen (nascida Roisman) e Morris Bernard Cohen. Na quinta série, os colegas de classe de Cohen estavam pagando para ela fazer o dever de matemática. Cohen costumava ser a única mulher em suas aulas de matemática e decidiu que queria ser professora de matemática. Aos 19 anos, ela estudava engenharia na faculdade e dançava balé na companhia Metropolitan Opera Ballet de Nova York. Ela nasceu judia.
Cohen recebeu uma bolsa de estudos no Brooklyn College para se formar em matemática, mas percebeu que preferia engenharia. Depois de dois anos no Brooklyn College, Cohen se casou e mudou-se para a Califórnia, trabalhando como engenheira júnior para a North American Aviation, frequentando a USC à noite; ela disse que fez seus programas de bacharelado e mestrado na USC sem nunca ter conhecido outra estudante de engenharia. Ela recebeu seu bacharelado e mestrado pela USC Viterbi School of Engineering, em 1957 e 1962, respectivamente, e continuou sua associação com a universidade, atuando como membro do conselho consultivo de engenharia astronáutica.
Em 1982, Cohen formou-se no Programa Executivo de Engenharia da UCLA.

## Carreira
A carreira na engenharia de Cohen começou em 1952, quando ela trabalhou como engenheira júnior na North American Aviation . Após se formar na Escola de Engenharia USC Viterbi em 1957, ela passou a trabalhar nos Laboratórios de Tecnologia Espacial. O Laboratório de Tecnologia Espacial acabou se tornando TRW (adquirido pela Northrop Grumman em 2002). Cohen permaneceu na empresa até sua aposentadoria em 1990. Seu trabalho de engenharia incluiu o trabalho no computador de orientação do míssil Minuteman e no Abort-Guidance System no Módulo Lunar Apollo . O AGS desempenhou um papel importante no retorno seguro da Apollo 13 depois que uma explosão do tanque de oxigênio deixou o Módulo de Serviço danificado e forçou os astronautas a usar o Módulo Lunar como um "barco salva-vidas". Os suprimentos de energia elétrica e água no ML eram limitados e o Sistema de Orientação e Navegação Primário usava muita água para resfriamento. Como resultado, após um grande motor de descida do ML queimar 2 horas após sua aproximação mais próxima à Lua para encurtar a viagem de volta para casa, o AGS foi usado na maior parte do retorno, incluindo duas correções no meio do curso. pp. III-17,32,35,40 De acordo com seu filho Neil, "Minha mãe geralmente considerava seu trabalho no programa Apollo como o destaque de sua carreira. Quando o desastre atingiu a missão Apollo 13, foi o Abort-Guidance System que trouxe os astronautas para casa com segurança. Judy estava lá quando os astronautas da Apollo 13 agradeceram as instalações da TRW em Redondo Beach. "
Em 1990, depois de se aposentar como engenheira, Cohen começou uma editora chamada Cascade Pass com seu terceiro marido, David Katz. Eles publicaram duas séries de livros:
- a série "You Can be a Woman ..." foi criada para incentivar as meninas a seguirem carreiras em ciências e engenharia

- a série "Green" se concentra na promoção de práticas ambientais positivas, voltadas para crianças pequenas. Cascade Pass vendeu mais de 100.000 de seus livros infantis nessas duas séries[3]

Cascade Pass também publicou um livro chamado The Women of Apollo (escrito por Robyn Friend), que apresenta biografias curtas de quatro mulheres que ajudaram a colocar o primeiro homem na lua, Judith entre elas.

## Menções honrosas selecionadas
- Maio de 2014, Prêmio IEEE-USA Distinguished Literary Contributions Award - por seu trabalho com STEM para crianças[8]

## Vida pessoal
Em meados da década de 1950, Cohen casou-se com o engenheiro Bernard Siegel, que ela conheceu quando era caloura na escola de engenharia do Brooklyn College em Brooklyn, Nova York. Eles tiveram três filhos: o engenheiro / cientista Neil Siegel, Howard Siegel e Rachel Siegel. O casal se divorciou em meados da década de 1960.
Em meados da década de 1960, Cohen casou-se com Thomas "Tom" William Black, que se converteu ao judaísmo por ela. Em 1969, eles tiveram um filho, o ator de Hollywood Jack Black . O casal se divorciou no final dos anos 1970.
No início dos anos 1980, Cohen casou-se com David A. Katz. Eles estavam casados há 35 anos na época da morte de Cohen, após uma curta batalha contra o câncer em 2016.
Em 1989, o filho de Cohen, Howard, morreu de AIDS aos 31 anos de idade.

## Obras e publicações selecionadas
- Uma série limpa
  - Uma porta mais limpa. Um futuro mais brilhante. A ecologização do porto de Los Angeles (em co-autoria com Robyn Friend) [10]
  - Friend, Robyn C.; Cohen, Judith Love; Rathbone, Lee (edited by) (2010). A Clean Earth: The Geothermal Story. Marina del Rey, CA: Cascade Pass. ISBN 978-1-880-59998-3. OCLC 667210598 [11]
  - A Clean Planet: The Solar Power Story (em coautoria com Robyn Friend) [10]
  - A Clean City: The Green Construction Story (em coautoria com Robyn Friend) [10]
  - 2007: A Clean Sky: The Global Warming Story (em co-autoria com Robyn Friend) [12]
    - Friend, Robyn C.; Cohen, Judith Love; Katz, David A. (illustrations); Yáñez, Juan (traducción al español) (2007). Un cielo limpio: la historia del calentamiento global (em espanhol). Marina Del Rey, CA: Cascade Pass. ISBN 978-1-880-59983-9. OCLC 156822457  - Tradução para o espanhol de A Clean Sky: The Global Warming Story

  - Future Engineering: The Clean Water Challenge (em coautoria com Robyn Friend) [10]
  - Los Angeles Clean Energy Future (em coautoria com Robyn Friend) [10]
  - Los Angeles Water Future (em coautoria com Robyn Friend) [10]
  - Um mar limpo: a história de Rachel Carson

- Você pode ser série
  - 2005: Você pode ser uma mulher maquiadora ou figurinista (com a amiga Robyn)ISBN 9781880599761
  - 2004: You Can Be a Woman Animator (com Vicky Jenson)ISBN 9781880599709
  - 1992: Você pode ser uma arquiteta mulherISBN 978-1880599044
  - 1995: Você pode ser uma astrônoma mulherISBN 9781880599174
  - 1999: Você pode ser uma jogadora de basquete femininoISBN 9781880599402
  - 1999: Você pode ser uma mulher botânicaISBN 978-1880599310
  - 1996: Você pode ser uma mulher cardiologistaISBN 9781880599181
  - 2005: Você pode ser uma mulher químicaISBN 9781880599723
  - 1999: Você pode ser uma mulher egiptólogaISBN 9781880599457
  - 1995: Você pode ser uma engenheiraISBN 9781880599198 ASIN B00LLQL2TK
  - 2002: Você pode ser uma mulher entomologistaISBN 978-1880599600
  - 2005: Você pode ser produtora de videogameISBN 978-1880599730
  - 2003: You Can Be a Woman Movie Maker
  - 2001: Você pode ser uma bióloga marinhaISBN 9781880599532
  - 2002: Você pode ser uma mulher meteorologistaISBN 9781880599587
  - 1994: Você pode ser uma mulher oceanógrafa (com Sharon E. Franks, Sharon Roth Franks)ISBN 9781880599662
  - 1993: Você pode ser uma mulher paleontólogaISBN 9781880599433
  - 2000: Você pode ser uma jogadora de futebol[13] (com Tisha Lea Venturini)ISBN 9781880599495
  - 2000: Você pode ser uma jogadora de softball mulherISBN 9781880599471
  - 1992: Você Pode Ser uma Zoóloga MulherISBN 9781880599563

- Série Tu Puedes Ser
  - Tu Puedes Ser Una Ingeniera
  - Tu Puedes Ser Una Arquitecta
  - Tu Puedes Ser Biologa Marina
  - Tu Puedes Ser Una Zoologa
  - Tu Puedes Ser Una Oceanografa

- Outro
  - Friend, Robyn C.; Cohen, Judith Love; Katz, David A. (illustrations); Rathbone, Lee (editing) (2012). Electricity and You: Be Smart, Be Safe. Marina del Rey, CA: [s.n.] ISBN 978-1-935-99902-7. OCLC 803961217 [10]